# Custo fixo

Decompondo os custos totais (Total Costs) em custos fixos (Fixed Costs) mais custos variáveis (Variable Costs). A quantidade de saída é medida no eixo horizontal. Junto com os custos variáveis, os custos fixos constituem um dos dois componentes do custo total: o custo total é igual aos custos fixos mais os custos variáveis

Em contabilidade e economia, os custos fixos, também conhecidos como custos indiretos, são despesas comerciais que não dependem do nível de bens ou serviços produzidos pela empresa. Eles tendem a ser recorrentes, como juros ou aluguéis pagos por mês. Isso contrasta com os custos variáveis, que estão relacionados ao volume (e são pagos por quantidade produzida) e desconhecidos no início do exercício.
Por exemplo, um varejista deve pagar aluguel e contas de serviços públicos independentemente das vendas. Como outro exemplo, para uma padaria, o aluguel mensal e a linha telefônica são custos fixos, independentemente de quanto pão é produzido e vendido; por outro lado, os salários são custos variáveis, pois mais trabalhadores precisariam ser contratados para que a produção aumentasse.
O custo fixo é considerado uma barreira de entrada para novos empreendedores. Em marketing, é necessário saber como os custos se dividem entre custos variáveis e fixos. Essa distinção é crucial na previsão dos ganhos gerados por várias mudanças nas vendas da unidade e, portanto, o impacto financeiro das campanhas de marketing propostas. Em uma pesquisa com quase 200 gerentes seniores de marketing, 60% responderam que acharam a métrica de "custos fixos e variáveis" muito útil.

## Descrição
Os custos fixos não são permanentemente fixos; variam com o tempo, mas são fixados, por obrigação contratual, em relação à quantidade de produção do período em questão. Por exemplo, uma empresa pode ter despesas inesperadas e imprevisíveis não relacionadas à produção, como custos de depósito e similares, que são fixados apenas durante o período do arrendamento. Por definição, não há custos fixos no longo prazo, porque o longo prazo é um período de tempo suficiente para que todos os insumos fixos de curto prazo se tornem variáveis. Os investimentos em instalações, equipamentos e na organização básica que não podem ser reduzidos significativamente em um curto período de tempo são chamados de custos fixos comprometidos. Custos fixos discricionários geralmente surgem de decisões anuais da administração de gastar em certos itens de custo fixo. Exemplos de custos discricionários são publicidade, prêmios de seguro, manutenção de máquinas e despesas com pesquisa e desenvolvimento. Os custos fixos discricionários podem ser caros.
No planejamento de negócios e na contabilidade gerencial, o uso dos termos custos fixos, custos variáveis e outros geralmente difere do uso em economia e pode depender do contexto. Algumas práticas de contabilidade de custos, como o custeio baseado em atividades, alocarão custos fixos às atividades comerciais para fins de lucratividade. Isso pode simplificar a tomada de decisão, mas pode ser confuso e controverso. Na terminologia contábil, os custos fixos geralmente incluem quase todos os custos (despesas) que não estão incluídos no custo dos produtos vendidos, e os custos variáveis são aqueles capturados nos custos das mercadorias vendidas pelo método de custeio variável. No custo total (por absorção), os custos fixos serão incluídos tanto no custo dos produtos vendidos quanto nas despesas operacionais. O pressuposto implícito necessário para fazer a equivalência entre a terminologia contábil e econômica é que o período contábil é igual ao período em que os custos fixos não variam em relação à produção. Na prática, essa equivalência nem sempre é válida e, dependendo do período em consideração pela administração, algumas despesas gerais (por exemplo, vendas, despesas gerais e administrativas) podem ser ajustadas pela administração, e a alocação específica de cada despesa para cada categoria será ser decidido na contabilidade de custos.